# Homalorhagida
Ordre
Les Homalorhagida sont un des deux ordres des Kinorhynches. Ce sont de petits invertébrés faisant partie du meiobenthos.
On connaît 70 espèces dans deux familles et quatre genres.

## Liste des familles
- Pycnophyidae Zelinka, 1896
- Neocentrophyidae Higgins, 1969

## Référence
- Zelinka, 1896 : Demonstration von Taflen der Echinoderes-Monographie. Verhandlungen der deutschen zoologischen Gesellschaft, vol. 6, p. 197–199.